# 김유일
김유일(金惟一)은 조선 후기의 문신이다. 자는 천보(天甫), 본관은 경주(慶州)이다.

## 생애
경상좌도 의병도대장으로 순절한 월암(月菴) 김호 (1534년)의 막내 아들인 김이홍(金以弘)의 현손(玄孫)이다. 장사랑(將士郞) 경순왕묘참봉(敬順王廟參奉)에 차정되었으며, 경순왕의 선양(禪讓)을 옹호하고 찬양하는 동천영당의(東泉影堂議)를 지었다. 동천영당의는 아래와 같다.
어릴 때부터 동천(東泉)의 영당(影堂)에 가보았는데, 경순왕(敬順王)이 무슨 공덕(功德)이 있다고 이같이 숭모(崇慕)하는지 생각을 했었다. 힘을 다해 한 번 싸우지도 않고 남에게 굴했으니, 이는 촉한 후주(後周)의 유약함과 다를 바가 없다고 생각했었다. 그러나 다시 우리나라의 역사를 읽어보니, 신라는 삼성(三姓)이 서로 돌아가며 왕위를 물려주니, 이는 요순(堯舜)이 임금의 자리를 서로 물려주는 당우(唐虞)의 유풍과 같았다. 신라(新羅)의 이 같은 제도를 보고 당태종(唐太宗)은 김춘추(金春秋)에게 신라는 참으로 군자의 나라라고 말했다. 그렇다면 경순왕(敬順王)이 손국(遜國)한 일은 예로부터 유래한 일이었기 때문에 묘우를 지어서 향사하는 것은 마땅한 일인 것이다. 또한 경순왕(敬順王)은 죄없는 백성으로 하여금 참혹한 죽음에 나아가는 것을 차마 하지 못하겠다 하고 나라를 양여했으니, 이는 인자(仁者)가 아니면 할 수 없는 일인 것이다. 옛날에 천명(天命)이 이미 다한 것을 알고도 감히 군사를 일으켜 백성들의 시체를 산과 같이 쌓고, 선혈로 강물을 이룬 예는 얼마든지 찾아 볼 수가 있다. 경순왕(敬順王)은 백성을 위하는 마음으로써 나라를 놓았고, 떠나가는 모습은 마치 전사(傳舍)에 가는 것과 같았을 것이다. 이는 백성들에게 깊은 덕을 입게 한 것으로, 어찌 그 결단을 후주(後周)와 비교할 수 있을 것인가? 이는 인인(仁人)의 마음에서 비롯된 것이며, 역사가들은 항(降)을 쓰지 않고 양(讓)을 쓰던 것을 보지 못했단 말인가? 그러므로 신라가 서로 선위하는 것은 당우(唐虞)가 현자(賢者)에게 물려주는 덕이며, 마찬가지로 경순왕(敬順王)의 손국(遜國) 또한 선왕의 유풍(遺風)에 의한 것으로 백성들에게 베푼 덕이라고 할 수 있는 것이다.

## 가족
- 고조(高祖)
  - 군자감참봉(軍資監參奉) 김이홍(金以弘)
- 증조(曾祖)
  - 김성비(金聲斐)
- 조부(祖父)
  - 김상중(金尙重)
- 선고(先考)
  - 김응광(金應光)

## 참고 문헌
- 경주김씨세보(慶州金氏世譜), 숭혜전지(崇惠殿誌).